# Herman Meijer
Herman Meijer (* 15. Februar 1947) ist ein niederländischer Politiker (GroenLinks).

## Leben
Meijer studierte Architektur und Städtebaukunde an der Technischen Universität Delft. Er engagierte sich in der Schwulen- und Lesbenbewegung (Rooie Flikkers) sowie in der Friedensbewegung und wurde Mitglied der Kommunistischen Partei der Niederlande. 1990 trat Meijer zur Partei GroenLinks über. Von 1990 bis 2002 saß er im Stadtrat von Rotterdam. Von 1994 bis 2002 war Meijer als Beigeordneter in dieser Stadt tätig. Von 2003 bis 2006 war Meijer als Nachfolger von Mirjam de Rijk Parteivorsitzender von GroenLinks. Ihm folgte 2006 als Parteivorsitzender Henk Nijhof.

## Auszeichnungen
- 2002: Ritter des Orden von Oranien-Nassau
- Wolfert van Borselenpenning von der Stadt Rotterdam